# 富荣镇 (屏山县)
富荣镇，是中华人民共和国四川省宜宾市屏山县曾经下辖的一个镇。2019年8月，撤销富荣镇，将其所属行政区域划归锦屏镇管辖。

## 行政区划
富荣镇撤销前下辖以下地区：
园田村、楠木村、龙池村、撕粟村、茶叶村、白果村、青华村、蔡和村、漆树村、玉峰村、油坊村、三洞村、长田村、沙田村、柏香村、朝阳村和团田村、园田村、楠木村、龙池村、撕粟村、茶叶村、白果村、青华村、蔡和村、漆树村、玉峰村、油坊村、三洞村、长田村、沙田村、柏香村、朝阳村和团田村。